# Manolete (Torero)

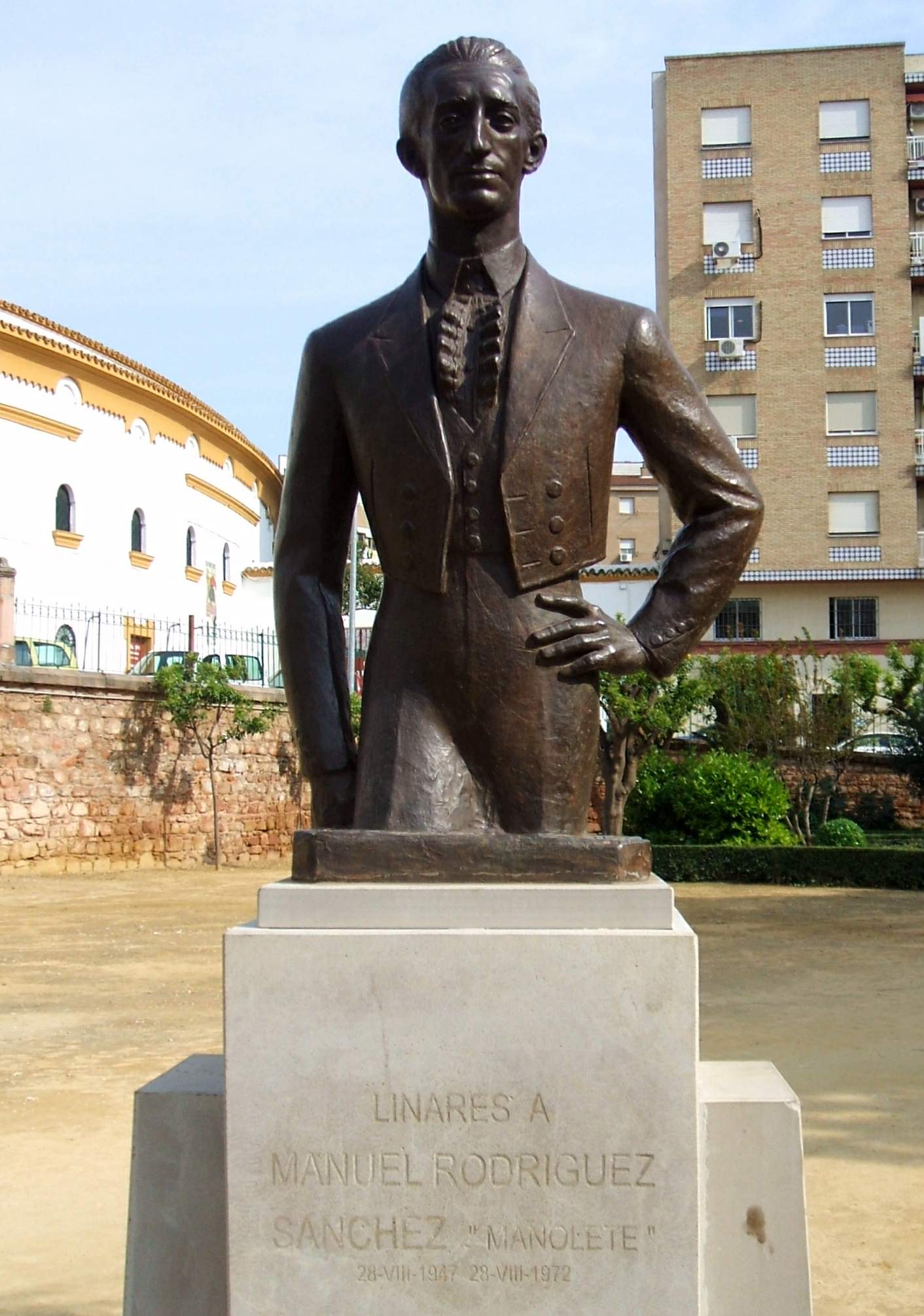
Statue für Manolete in Linares

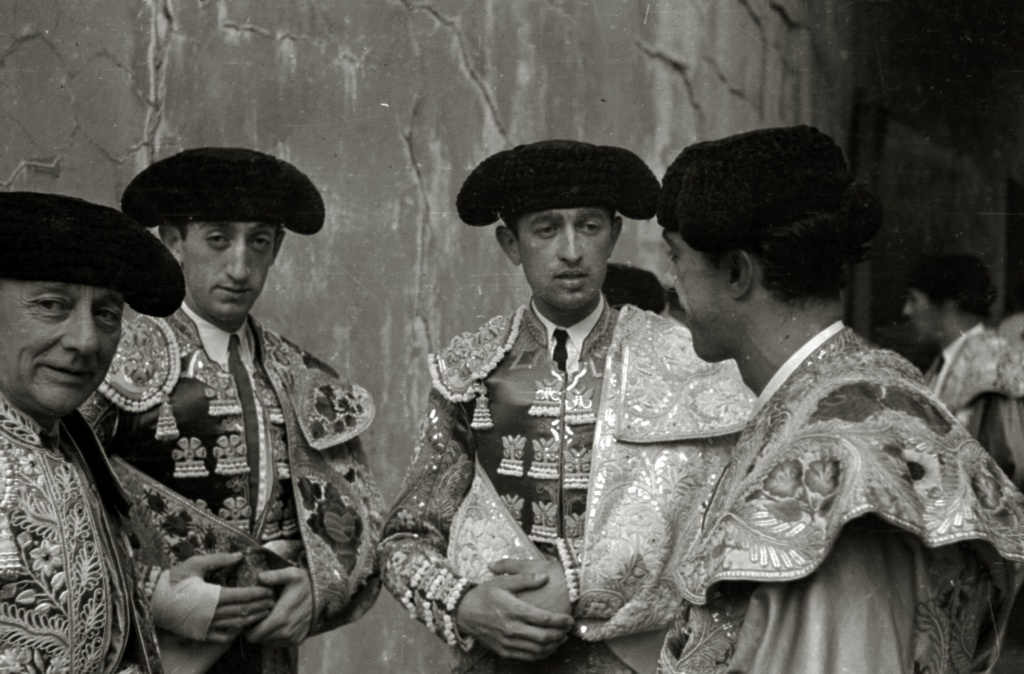
Manolete (zweiter von links) in Donostia / San Sebastián, 1944

Manuel Laureano Rodríguez Sánchez, genannt „Manolete“, (* 4. Juli 1917 in Córdoba, Spanien; † 29. August 1947 in Linares, Spanien) war ein spanischer Stierkämpfer. 

## Leben
Manolete stammte aus einer sehr armen Familie und verlor im Alter von fünf Jahren seinen Vater. Er hatte ein entbehrungsreiches Leben als Kind, worauf er ein schüchternes und introvertiertes Wesen entwickelte.
Er war in ganz Spanien bekannt für den Mut und Stoizismus, mit dem er Stieren gegenübertrat.
In einer Vielzahl von Corridas erlangte der Torero einen hohen Bekanntheitsgrad. Er starb 1947 im Sanitätszimmer der Stierkampfarena von Linares, nachdem der Kampfstier Islero ihn auf die Hörner genommen hatte. Es wird vermutet, dass die Todesursache eine Bluttransfusion der falschen Blutgruppe war. Bewiesen wurde dies allerdings nicht. Seine letzten Worte waren «No veo» („Ich kann nicht sehen“).
Die Franco-Diktatur versuchte die mit dem Tod Manoletes noch verstärkte Verehrung dieses Stierkämpfers in der Bevölkerung für ihre Zwecke zu nutzen und stilisierte ihn zum Inbegriff des spanischen Heldenmuts und der Aufopferungsbereitschaft der Spanier hoch. Der US-Schauspieler Adrien Brody verkörpert den legendären Torero in dem gleichnamigen Film Manolete.

## Überlebte Corridas
- 1940: 50 Corridas
- 1941: 55 Corridas
- 1942: Pause
- 1943: 72 Corridas
- 1944: 93 Corridas
- 1945: 71 Corridas
- 1946: Pause
- 1947: Wiederaufnahme und Tod[1]

## Musik
- 1963: Herb Alpert & The Tijuana Brass: The great Manolete (La Virgen de la Macarena), A&M Records
- 1987: Vanessa Paradis: Manolo Manolete, Polydor